# Megalomus
Megalomus is een geslacht van insecten uit de familie van de bruine gaasvliegen (Hemerobiidae). 

## Soorten
Deze lijst van veertig soorten is mogelijk niet compleet.
- M. acunai Alayo, 1968
- M. amnistiatus Monserrat, 1997
- M. angulatus Carpenter, 1940
- M. arytaenoideus C.-k. Yang, 1997
- M. atomarius Navás, 1936
- M. australis (Gonzalez Olazo, 1993)
- M. axillatus Navás, 1927
- M. balachowskyi Lestage, 1928
- M. carpenteri Penny et al., 1997
- M. darwini Banks, 1924
- M. democraticus Monserrat, 1997
- M. elephiscus C.-k. Yang, 1997
- M. fidelis (Banks, 1897)
- M. flinti (Nakahara, 1965)
- M. formosanus Banks, 1937
- M. hirtus (Linnaeus, 1761)
- M. impudicus (Gerstäcker, 1888)
- M. ioi Yang
- M. luigionii Navás, 1928
- M. magallanicus New, 1990
- M. marginatus Banks, 1910
- M. minor Banks in Baker, 1905
- M. moestus Banks, 1895
- M. monticellii Navás, 1928
- M. navasi Lacroix, 1912
- M. nebulosus Navás, 1926
- M. nigratus (Navás, 1929)
- M. obscurus Steinmann, 1965
- M. parvus Krüger, 1922
- M. pictus Hagen, 1861
- M. pyraloides Rambur, 1842
- M. rafaeli Penny & Monserrat, 1985
- M. ricoi Monserrat, 1997
- M. sammnesianus Gonzalez Olazo, 1987
- M. setosulus (Walker, 1860)
- M. tibetanus C.-k. Yang et al in Huang et al., 1988
- M. tineoides Rambur, 1842
- M. tortricoides Rambur, 1842
- M. uniformis Banks, 1935
- M. yunnanus C.-k. Yang, 1986